# Jasmin Duehring
Jasmin Duehring (nacida como Jasmin Glaesser, Paderborn, Alemania, 8 de julio de 1992) es una deportista canadiense de origen alemán que compite en ciclismo en las modalidades de pista, especialista en las pruebas de persecución por equipos y puntuación, y ruta.
Participó en dos Juegos Olímpicos de Verano, en los años 2012 y 2016, obteniendo en cada edición una medalla de bronce en la prueba de persecución por equipos: en Londres 2012 haciendo equipo con Tara Whitten y Gillian Carleton, y en Río de Janeiro 2016 junto con Allison Beveridge, Kirsti Lay y Georgia Simmerling.
Ganó 9 medallas en el Campeonato Mundial de Ciclismo en Pista entre los años 2012 y 2018.

## Medallero internacional
| Juegos Olímpicos   | Juegos Olímpicos         | Juegos Olímpicos  | Juegos Olímpicos        |
| Año                | Lugar                    | Medalla           | Competición             |
| ------------------ | ------------------------ | ----------------- | ----------------------- |
| 2012               | Londres (Reino Unido)    | Medalla de bronce | Persecución por equipos |
| 2016               | Río de Janeiro (Brasil)  | Medalla de bronce | Persecución por equipos |
| Campeonato Mundial |                          |                   |                         |
| Año                | Lugar                    | Medalla           | Competición             |
| 2012               | Melbourne (Australia)    | Medalla de plata  | Puntuación              |
| 2012               | Melbourne (Australia)    | Medalla de bronce | Persecución por equipos |
| 2013               | Minsk (Bielorrusia)      | Medalla de bronce | Persecución por equipos |
| 2014               | Cali (Colombia)          | Medalla de plata  | Persecución por equipos |
| 2014               | Cali (Colombia)          | Medalla de bronce | Puntuación              |
| 2015               | Saint-Quentin (Francia)  | Medalla de bronce | Persecución por equipos |
| 2016               | Londres (Reino Unido)    | Medalla de plata  | Persecución por equipos |
| 2016               | Londres (Reino Unido)    | Medalla de plata  | Puntuación              |
| 2018               | Apeldoorn (Países Bajos) | Medalla de bronce | Puntuación              |

## Palmarés
2013
- 3.ª en el Campeonato de Canada Contrarreloj

2014
- 2.ª en el Campeonato de Canada Contrarreloj

2015
- 2.ª en el Campeonato de Canada Contrarreloj
- 2.ª en el Campeonato Contrarreloj de los Juegos Panamericanos
- Campeonato en Ruta de los Juegos Panamericanos

2016
- 1 etapa del Tour de Gila